# 한스 카로사

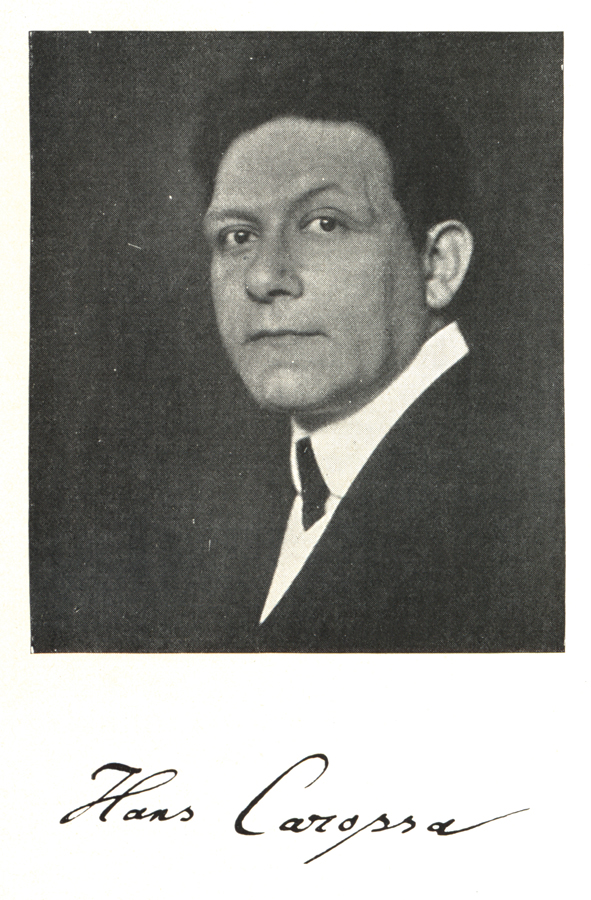

한스 카로사(Hans Carossa, 1878년 12월 15일 ~ 1956년 9월 12일)는 독일의 의사이자 작가이다. 1903년 의사 시험에 합격하여 결핵 전문의인 아버지의 대를 이어 의사가 되었다. 제1차 세계 대전 때에는 군의관으로 참가하기도 하였다. 처음에는 시를 썼으나 《뷔르거 의사의 운명》을 비롯하여 자기의 체험에 바탕을 둔 자전적인 소설을 쓰게 되었다. 괴테의 휴머니즘을 계승하는 작가로서 현대 독일 문단의 중심 인물이 되었다. 작품으로 《루마니아 전쟁기》, 《의사 기온》, 《유년 시대》, 《아름다운 유혹의 해》등이 있다.

## 생애
한스 카로사는 1878년 퇼츠에서 태어났다. 부모의 권유에 따라 뮌헨과 뷔르츠부르크 대학에서 의학을 공부했으며 파사우에서 의사로 봉직했다. 뮌헨에 거주할 당시 그는 릴케와 프랑크 베데킨트 등의 작가들과 교류를 했으며, 1910년에는 그의 첫 시집이 출간되었다. 1913년에는 일기 형식을 띤 산문시 ≪뷔르거 박사의 종말(Dr. Bürgers Ende)≫이 출간되었다. 1914년부터 카로사는 뮌헨으로 옮겨 와 의원 생활을 계속하며, 작품 집필에도 열중했다. 1922년에 그의 자전 소설 ≪유년 시절≫이 출간되었으며, 그 후 세상을 떠나기 전까지 그는 자전소설 세 권을 더 써 냄으로써 독일의 자전소설사에 큰 기여를 했다. 1929년부터는 의사 생활을 접고 작품 생활에만 전념했다. 1931년에는 고트프리트 켈러 문학상을, 1938년에는 괴테 문학상을, 1939년에는 이탈리아에서 산레모(San Remo) 문학상을 받았다. 1956년 파사우 근처에서 영면했다.